# 三茂镧
三茂镧是镧的金属有机化合物，化学式为La(C5H5)3，在干燥空气中稳定。
三茂镧和一般过渡金属的环戊二烯配合物不同，被认为是离子型键合。

## 制备
三茂镧可在四氢呋喃介质中，用无水氯化镧和环戊二烯钠反应得到：
3C5H5Na + LaCl3 → (C5H5)3La+ 3 NaCl

## 化学性质
三茂镧遇水分解，生成氢氧化镧和环戊二烯。